# Queimada (bevanda)

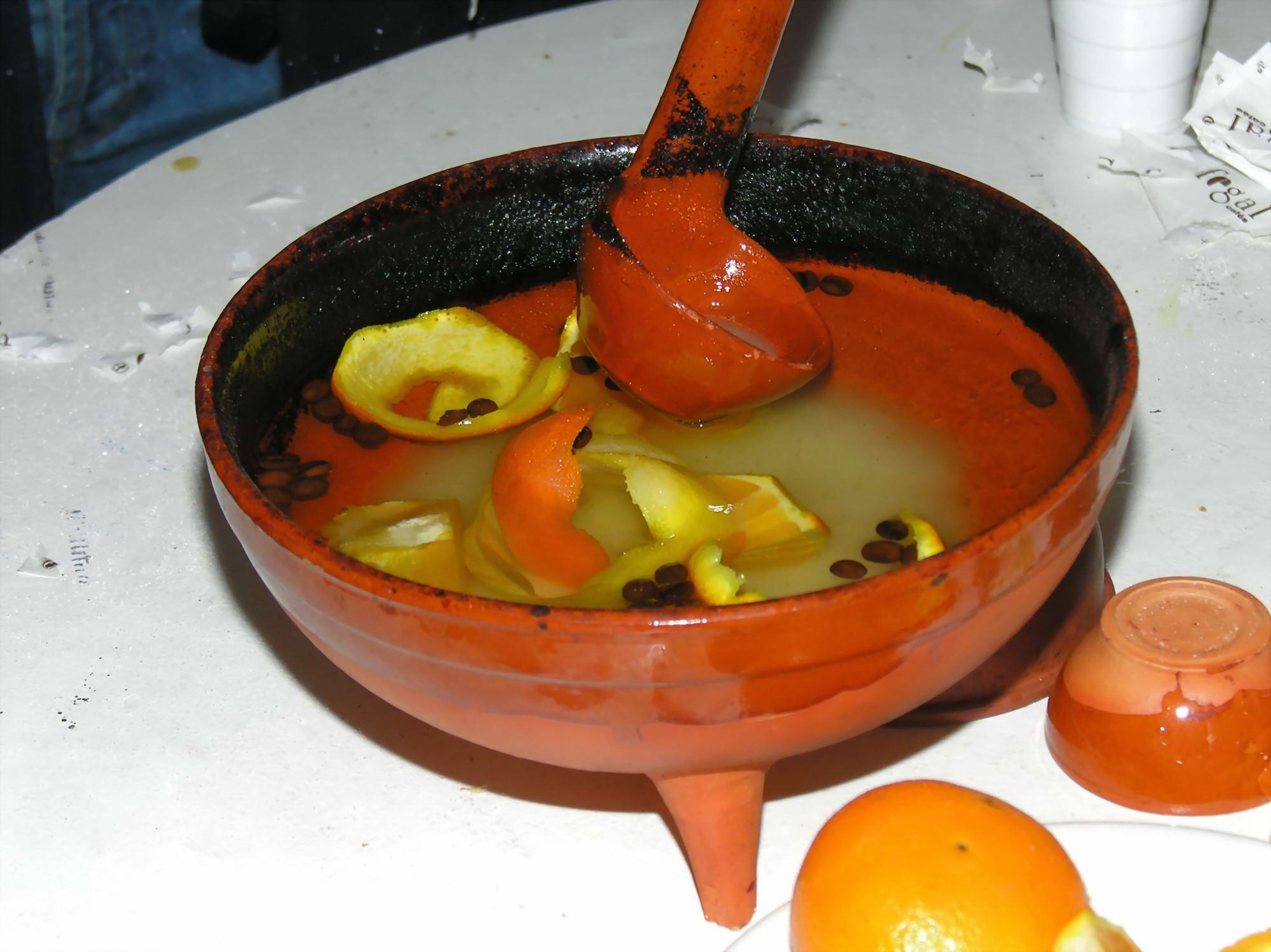
La queimada

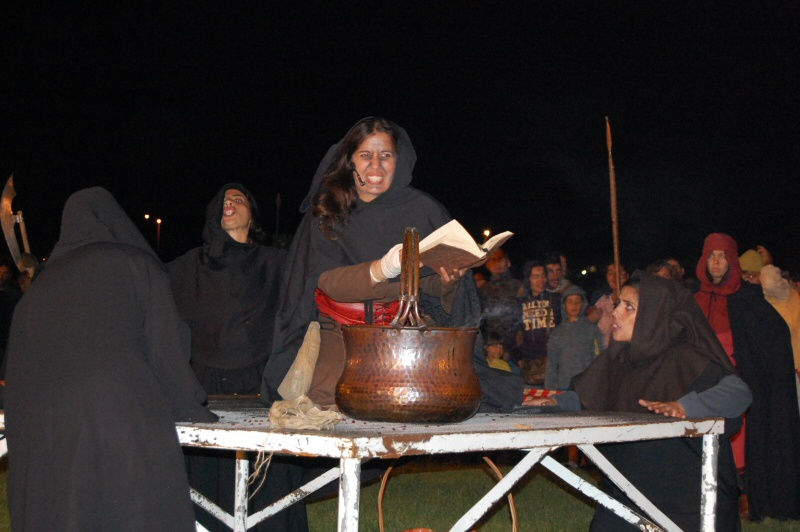
Preparazione della queimada in una festa medievale

La queimada è una bevanda alcolica tipica della regione spagnola della Galizia, a base di orujo (liquore all'uva),  chicchi di caffè, zucchero e fette di limone o d'arancia.

## Origini
Si è pensato che la bevanda possa avere antiche origini, risalenti ai Celti, ma l'ipotesi è stata rigettata nel 1972 dallo studioso Carlos Alonso del Real.

## Preparazione
L'orujo viene messo in un pentolino e, in seguito, vengono aggiunti gli altri ingredienti. Il composto ottenuto viene quindi fatto bollire.

## Credenze popolari
Si credeva che chi beveva la queimada riuscisse a tenere lontano le streghe e i demoni.